# 都丸哲也
都丸 哲也（とまる てつや、1921年〈大正10年〉4月18日 - 2023年〈令和5年〉8月13日）は日本の政治家。東京都保谷市（現：西東京市）長を1977年から1993年まで務めた。平和・民主・革新の日本をめざす全国の会世話人などを歴任した。

## 来歴
群馬県勢多郡横野村（赤城村を経て、現在の渋川市）で生まれる。学習院大学文学部卒業後、保谷町議を経て市制後は市議。1969年に保谷町長→市長を務めていた原田彰俊が収賄で逮捕されて辞職したことに伴う出直し市長選で、社会党公認で立候補。この時は共産党や民主社会党（後の民社党）が独自候補を擁立したことに加えて、同じ社会党籍を持っていた市助役まで立候補したことから保守系の内藤利紀に敗北。1973年の市長選にも社会党と公明党の推薦で立候補するも、この時も共産・民社推薦の候補と票が割れて落選。
3度目の挑戦となる1977年の保谷市長選に革新統一候補として立候補、保守分裂が幸いし現職の内藤や、俳優の常田富士男（中村敦夫らの応援を受けていた）ら3名をやぶり初当選を果たす。8年ぶりに革新市政を奪還したのみならず、前年の昭島市長選（皿島忍）に続き、多摩地域では11番目の革新首長となった。
その後、4期連続で市長を務めるが、5選を目指した1993年の市長選で、「多選批判」を掲げた元特定郵便局長の新顔・保谷高範（自民党・公明党・民社党・日本新党推薦）に敗れる。また、返り咲きを期した1997年の市長選に挑むも現職に敗北する。これにより、都丸が市長時代には慎重な立場を取っていた、隣の田無市との合併（西東京市）の動きが本格化する。
市長退任後は、九条の会東京連絡会事務局代表として護憲運動にも関わっていた。2023年、102歳で死去した。